# Duotang
Duotang is een Canadees powerpop, mod rock-'n-roll duo uit Winnipeg, bestaande uit Rod Slaughter en Sean Allum.

## Bezetting
- Rod Slaughter
- Sean Allum

## Geschiedenis
Slaughter en Allum begonnen samen te oefenen in de zomer van 1995. Hun respectievelijke bands Zen Bungalow en Bovine deelden een oefenruimte en de twee bleven na het oefenen om hun eigen muziek te maken. In maart 1996 speelden ze een show met The Smugglers en dat leidde tot een contract bij Mint Records. Op 16 juli 1996 brachten ze de 7" The Message uit. Hun eerste album Smash the Ships and Raise the Beams werd in Vancouver opgenomen door Darryl Neudorf en werd uitgebracht op 29 augustus 1996. Hun tweede album The Cons & The Pros werd uitgebracht op 20 mei 1998. Ze reisden daarna door Canada met de lokale band The Weakerthans.
Na de tournee was Duotang enige tijd inactief. Slaughter sloot zich aan bij de modband Novillero uit Winnipeg in 1999, terwijl Allum Creative Communications studies volgde aan het Red River College in Winnipeg. Het duo kwam weer bij elkaar om het derde volledige album The Bright Side uit te brengen. Het werd opgenomen met Cam Loeppky bij Private Ear Recording in Winnipeg en werd uitgebracht in juni 2001. In september 2001 traden ze op in Montreal met The Flashing Lights en The Datsons. Duotang ontbond kort na het uitbrengen van The Bright Side. Ze herenigden zich kort in 2006 voor de Mint Records Christmas Party. In 2014, na een onderbreking van 13 jaar, kwamen Slaughter en Allum samen als Duotang om shows te geven in Vancouver en Winnipeg. De band begon weer te toeren in 2015 en bracht op 14 oktober 2016 het album New Occupation uit bij Stomp Records uit Montreal.

## Discografie

### Albums
- 1996: Smash the Ships and Raise the Beams
- 1998: The Cons & The Pros
- 2001: The Bright Side
- 2016: New Occupation

### Compilaties
- 1996: Team Mint (Mint Records)
- 2000: It's a Team Mint Xmas Vol. 1 (Mint Records)
- 2001: Team Mint Volume 2! (Mint Records)
- 2002: Somebody Needs A Timeout (Campfirecords)
- 2004: It's a Team Mint Xmas Vol. 2 (Mint Records)
- 2006: Mint Records Presents the CBC Radio 3 Sessions (Mint Records)
- 2016: Taking It To Heart (Treeline Recordings)